# Форте-да-Каза
Форте-да-Каза (порт. Forte da Casa)  —  населённый пункт и район в Португалии,  входит в округ Лиссабон. Является составной частью муниципалитета  Вила-Франка-де-Шира. Находится в составе крупной городской агломерации Большой Лиссабон. По старому административному делению входил в провинцию Рибатежу. Входит в экономико-статистический  субрегион Большой Лиссабон, который входит в Лиссабонский регион. Население составляет 10 979 человек на 2001 год. Занимает площадь 4,78 км².
Покровителем района считается Корасан-де-Жезуш (порт. Coração de Jesus). 